# Micromèdia
Els micromèdia són eines de difusió i comunicació basades en la col·laboració, la interactivitat i la possibilitat de compartir continguts en línia. Són canals de difusió, comunicació o eines en línia, que permeten a l'usuari l'accés a Internet, de manera gratuïta i de fàcil accés.

## Característiques
- Són publicacions de lliure accés.
- Fomenta la difusió de continguts.
- En molts casos són xarxes socials.
- Permet l'actualització contínua de continguts.
- Instrument de comunicació pública a petita escala.
- Facilita la col·laboració i la creació de sinergies informatives.
- La integració d'eines i la seva gran varietat de tipologies permet la publicació de qualsevol tipus d'informació.
- Gràcies a la seva accessibilitat, permet subministrar els seus continguts a persones amb pocs coneixements sobre una temàtica.

## Història
Els inicis d'Internet amb la web 1.0 van portar la creació de les primeres webs i continguts wiki.
Amb l'arribada de la web 2.0, la interactivitat i la web participativa dona pas a la difusió de continguts d'una manera senzilla i ràpida que es farà encara més latent després de l'aparició dels telèfons intel·ligents (en anglès, smartphones).
El blog va ser l'inici del micromèdia, ja que va ser la primera plataforma en què l'usuari es convertia en gestor absolut dels seus propis continguts i creacions web.
A partir del coneixement i el desenvolupament de l'anomenada ja web 3.0, l'objectiu està a crear continguts que siguin accessibles non-browser (sense connexió), fet que aporta una millora dels desenvolupaments iniciats durant la web 2.0. Al mateix temps es desenvolupen amb més amplitud i força les xarxes socials i aplicacions mòbils, que ja resulten elements indispensables a la vida diària de les societats actuals. El fenomen dels micromèdia es mou en aquest entorn de canvis i evolució constant, aplicacions dissenyades per a facilitar i millorar el dia a dia de la societat globalitzada actual, de tot això, se'n parlar molt en els anys vinents.

## Tipologia
- Weblog: són pàgines web gratuïtes i de fàcil accés, estructurades per articles i ordenades per dates amb una actualització fàcil. Ofereixen la possibilitat que els lectors deixin comentaris.

- Podcast: són els programes de ràdio en format mp3. Permet descarregar els arxius per ser reproduïts en qualsevol aparell tecnològic que accepti aquest format. Es pot descarregar fàcilment amb contingut variable.

- Videocast: són vídeos distribuïts en format mp4. Es pot descarregar periòdicament per veure-ho en un reproductor d'àudio i vídeo.

- Wiki: lloc web que permet la modificació del contingut pels usuaris, que poden ser editats per ells mateixos.

- RSS: és un mètode per rebre els titulars de les últimes novetats d'un lloc web. Per mitjà de programes lectors de RSS es pot estar subscrit a diferents fonts RSS, que pertanyen a diferents llocs webs. Així, en aquest programa es tenen centralitzades totes les novetats que apareixen en els llocs als quals s'està subscrit.

- AJAX: és l'acrònim d'Asynchronous JavaScript And XML, és a dir, és una conjunció d'aquestes tres tecnologies. Permet que una determinada web es comuniqui amb el servidor en segon pla, responent a esdeveniments sense haver de recarregar la pàgina.

- Apps: són aplicacions per a telèfons intel·ligents (smartphones), pensades per oferir coneixements sobre algun tema. Les apps que es poden considerar micromèdia són les que ens proporcionin coneixements a partir de continguts sintètics.

Els micromèdia, a més de plataformes de difusió i col·laboració, també poden ser mitjans per a ajudar els creadors dels seus continguts a accedir al món professional.
Per exemple, els blogs són una eina per a escriptors aficionats, o bé per a periodistes sense feina, que realitzen la seva activitat i volen donar a conèixer les seves obres o treballs.
Així com la realització de vídeos denominats blogs en YouTube, Vine o altres plataformes que puguin ser un instrument amb el qual demostrar les seves habilitats de comunicació.
En aquest àmbit, com també en el desenvolupament de programar una ràdio a partir de la utilització de podcasts, ja s'han produït casos d'èxit en el món del doblatge.
Un altre exemple seria el fenomen del finançament col·lectiu micromecenatge, en què els usuaris poden realitzar aportacions econòmiques per ajudar a la captació de fons per tal que es pugui dur a terme un projecte. Així doncs, una persona emprenedora amb un projecte audiovisual i sense finançament propi pot arribar a fer-lo realitat.
En conclusió, els aficionats emprenedors de qualsevol àmbit, poden obrir-se camí al món professional mitjançant la seva activitat creativa en els micromèdia. Fins i tot ser un youtuber, o un blogger, ja és considerada una professió.